# No One Ever Really Dies
No One Ever Really Dies (stilizzato NO ONE EVER REALLY DIES o NO_ONE EVER REALLY DIES) è il quinto album in studio dei N.E.R.D, pubblicato il 15 dicembre 2017.
L'album è stato anticipato dai singoli Lemon e 1000, che hanno visto, rispettivamente, la partecipazione di Rihanna e Future.
No One Ever Really Dies è il primo album del gruppo dopo Nothing del 2010.

## Il disco
Il 6 febbraio 2017, durante un'intervista con BBC Radio 1, Pharrell ha dichiarato che si stava sentendo "davvero bene, davvero speciale" in merito al ritorno del gruppo.
Nel mese di ottobre 2017, sono stati affissi poster promozionali dell'album nella zona dei concerti del Camp Flog Gnaw Carnival 2017.
L'album è stato presentato con un live durante il primo giorno del ComplexCon, rivelando così la tracklist. Pharrell ha rivelato la copertina del disco e la data di uscita tramite Instagram e Twitter il 22 novembre 2017.

## La copertina
La copertina dell'album ritrae una lingua con il titolo dell'album posizionato sopra e un foglio di alluminio sui denti.

## Tracce
1. Lemon (con Rihanna) – 3:39
2. Deep Down Body Thurst – 4:11
3. Voilà (feat. Gucci Mane & Wale) – 4:20
4. 1000 (con Future) – 4:03
5. Don't Don't Do It! (feat. Kendrick Lamar) – 4:17
6. Esp – 5:29
7. Lightning Fire Magic Prayer – 7:44
8. Rollinem 7's (feat. André 3000) – 5:09
9. Kites (feat. Kendrick Lamar & M.I.A.) – 4:50
10. Secret Life of Tigers – 3:45
11. Lifting You (feat. Ed Sheeran) – 3:42

Durata totale: 51:09